# Colin Dixon (Telemarker)
Colin Dixon (geboren am 4. Januar 1998 in Le Crozet) ist ein britischer Telemarker.
Dixon wuchs als älterer Bruder des Telemarkers Alec Dixon in der französischen Gemeinde Le Crozet auf, wo er bis heute lebt. Im Alter von vier Jahren begann er mit dem Skifahren und wechselte später zum Telemark. 2014 gewann er die französische U16-Meisterschaft im Telemark. Sein Debüt im Weltcup gab er am 27. November 2015 in Hintertux mit einem 37. Platz im Sprint. Er nahm an der Telemark-Juniorenweltmeisterschaft 2016 in Les Contamines-Montjoie teil und erreichte dort mit dem 27. Rang im Sprint sein bestes Resultat. Am 16. März 2016 konnte er sich als 29. des Classicwettbewerbs von Mürren erstmals in den Punkterängen des Weltcups klassifizieren, in dem er am 4. Februar 2017 in Bad Hindelang als 17. sein bislang bestes Resultat erzielen konnte. Als Teilnehmer der Telemark-Juniorenweltmeisterschaft 2017 im norwegischen Rjukan und 2018 in Mürren war sein bestes Ergebnis eine Platzierung in der ersten Runde beim Parallelsprint in Mürren.
| Saison  | Gesamt | Gesamt | Classic | Classic | Classic Sprint | Classic Sprint | Parallelsprint | Parallelsprint | Riesenslalom | Riesenslalom |
| Saison  | Platz  | Punkte | Platz   | Punkte  | Platz          | Punkte         | Platz          | Punkte         | Platz        | Punkte       |
| ------- | ------ | ------ | ------- | ------- | -------------- | -------------- | -------------- | -------------- | ------------ | ------------ |
| 2015/16 | 65.    | 4      | 44.     | 2       | 62.            | 2              | –              | –              | –            | –            |
| 2016/17 | 61.    | 5      | –       | –       | –              | –              | 53.            | 5              | –            | –            |
| 2017/18 | 75.    | 2      | –       | –       | 67.            | 2              | –              | –              | –            | –            |
| 2018/19 | 42.    | 15     | 42.     | 2       | 40.            | 8              | 34.            | 5              | –            | –            |
| 2019/20 | 33.    | 23     | 26.     | 9       | 33.            | 14             | –              | –              | –            | –            |